# Hispasat 30W-6
Hispasat 30W-6 ist ein kommerzieller Kommunikationssatellit der Hispasat.
Er wurde am 6. März 2018 um 05:33 Uhr UTC mit einer Falcon 9-Trägerrakete vom Raketenstartplatz Cape Canaveral AFS Launch Complex 40 in eine geostationäre Umlaufbahn gebracht.
Der Satellit ist mit 40 Ku-Band, 10 C-Band und 7 Ka-Band spot beams ausgerüstet und soll von der Position 30° West aus Europa, Nordafrika, Nordamerika und Südamerika unter anderem mit Fernsehempfang versorgen. Er wurde auf Basis des Satellitenbus SSL-1300 der Space Systems/Loral gebaut und besitzt eine geplante Lebensdauer von 15 Jahren.